# Valutazione immobiliare
La valutazione immobiliare è un'attività che viene svolta dal valutatore abilitato e qualificato che si pone l'obiettivo di determinare, in base ai principi e alle metodiche dell'estimo, il valore patrimoniale dell'immobile, generalmente consistente nel valore di mercato, ovvero nei molteplici differenti valori previsti dalla dottrina estimativa (di trasformazione, complementare, di costo, ecc.), in funzione dello scopo dell'attività valutativa e della tipologia dell'immobile da valutare. 
Un presupposto, strettamente collegato con il primo, è costituito dalla individuazione delle caratteristiche complessive del bene da stimare sulla base di un audit documentale, ovvero di una due diligence che può riguardare differenti ambiti (urbanistico, tecnico, catastale, ecc.), a seconda dell'incarico ricevuto dal valutatore. L'attività di valutazione si concretizza con la redazione di una perizia di stima nella quale vengono riportati ed illustrati i risultati delle attività del valutatore.
Ove la perizia di stima non sia rispondente a predefiniti standard di valutazione finalizzati a definire il valore del bene in maniera univoca e secondo metodologie replicabili e comprensibili a livello internazionale, si definisce come "expertise", ovvero una stima di fatto ben lontana dagli standard nazionali e internazionali.

## Standard di valutazione e valutatore immobiliare
La valutazione immobiliare presenta una notevole tradizione di studi accademici, insegnamenti didattici e di pratica applicativa professionale. Essa, tuttavia, ha subito degli ultimi lustri di una notevole evoluzione sulla base delle profonde innovazioni registratesi sia a livello scientifico che normativo. In particolare, a seguito della Direttiva (UE) 17/2014, recepita con il Decreto Legislativo 21 aprile 2016, n.72, che ha modificato il Testo unico bancario di cui al Decreto legislativo 1º settembre 1993, n. 385, mediante l'art. 120-duodecies è stato introdotto il concetto normativo di standard affidabili per la valutazione degli immobili, che di fatto implica l'adozione di metodiche valutative nazionali e internazionali, armonizzate con il quadro normativo di riferimento. 
Tra le problematiche generali che hanno influito sull'evoluzione della dottrina possono essere ricompresi due macro ambiti. In primo luogo, la relativa poca trasparenza del mercato immobiliare italiano comportante - sino ad alcuni lustri fa - la difficoltà nel reperire i comparabili [ossia i prezzi risultanti dagli atti di compravedita (ovvero i redditi), associati alle caratteristiche tecniche dell'immobile e alla consistenza superficiaria] necessari per supportare la comparazione con l'immobile oggetto della stima (subject). Il quadro di riferimento è tuttavia cambiato a seguito della norma che ha introdotto il "prezzo-valore", ossia l’art. 1, comma 497 della l. 23 dicembre 2005, n. 266 (finanziaria 2006), oggetto di successive modifiche, che ha favorito la trasparenza dei prezzi nelle compravendite immobiliari.
In secondo luogo la professione è esercitata da una molteplicità di soggetti: professionisti (ingegneri, architetti, geometri, periti edili, agronomi, periti agrari e ancora altri), da Società tra professionisti (Stp) di cui al comma 3, art. 10, legge 12 novembre 2011, n. 183, ed altri operatori. 
Figure con livelli di formazione e competenze diverse, che non sempre hanno applicato la moderna dottrina estimativa ancorata agli standard valutativi nazionali e internazionali.
Tuttavia, al fine di accertare e certificare le competenze specialistiche inerenti gli standard estimativi nazionali e internazionali, è stata pubblicata la norma UNI 11558:2014 "Valutatore Immobiliare. Requisiti di conoscenza, abilità e competenza". Norma tecnica che ha favorito l'individuazione di figure specializzate, caratterizzate da una formazione continua, certificata da terzi (Organismi di certificazione indipendente accreditati Accredia), sulla base della norma internazionale UNI CEI ENISO/IEC 17024 (relativa agli organismi che eseguono la certificazione delle persone): esse nemmeno avrebbero dovuto essere emanate, poiché la L. 4/2013 riserva a queste i solo ambiti esclusi dalle attività riservate alle professioni ordinistiche, di cui l’estimo fa invece parte.
La norma UNI è una norma tecnica e quindi non è fonte legislativa. In alcuni casi sono intervenute leggi finanziarie per variare i regolamenti professionali e le competenze delle varie professioni (peraltro nell’ambito estimativo assai diversificate tra questi).
In ambito internazionale, tuttavia, sono correnti standard relativi al settore dall'estimo, recepiti anche in Italia dal 2000, nel Codice delle Valutazioni Immobiliari.
Gli standard valutativi internazionali sono:
- gli International Valuation Standards (IVS), predisposti dall'International Valuation Standards Council (IVSC), con valenza globale. [Gli IVS sono recepiti nelle Uniform Standards of Professional Appraisal Practice (USPAP), USA; (ii) dal manuale della Royal Institution of Chartered Surveyors-RICS; nonché in manuali promossi da numerose associazioni di categoria].
- gli European Valuation Standards (EVS), predisposti a cura di The European Group of Valuer's Association.

Gli standard attengono le definizioni tecniche, i criteri valutativi applicabili, la definizione delle basi del valore, gli aspetti legati alla qualificazione dei Valutatori ed alla deontologia professionale, indicazioni metodologiche e applicative.
Standard che hanno avuto ampia diffusione anche in Italia per effetto, in particolare ma non solo, di una stringente regolamentazione bancaria attinente l'erogazione del credito ipotecario, conseguente all'adozione dell'Accordo sui requisiti patrimoniali delle banche (accordo noto come Basilea III, definito dal Comitato di Basilea), nonché per effetto della regolamentazione imposta dall'European Banking Autority (EBA), delle previsioni degli International Accounting Standards. Ad esempio, si ricorda che la definizione di Valore di Mercato è riportata nel Regolamento (UE) 575/2013, conseguentemente è stata recepita in tutta la normativa di settore. Metodiche univoche sono previste, inter alia, anche ai fini della stima degli asset posseduti dai fondi immobiliari (v. Decreto del Ministero dell'economia e delle finanze del 5 marzo 2015, n. 30 (Regolamento attuativo dell'articolo 39 del decreto legislativo 24 febbraio 1998, n. 58 (TUF) e successive modifiche."

## Gli standard di valutazione in Italia
In Italia, come in altri Paesi dell'UE, sino all'introduzione della Direttiva 2014/17/UE (relativa ai contratti di credito ai consumatori relativi a beni immobili residenziali), non vi erano particolari norme che vincolassero metodiche valutative e valutazioni immobiliari. Con il recepimento in Italia della richiamata Direttiva, mediante modifica del D.lgs. 1 settembre 1993, n. 385 (Testo unico bancario), è stato introdotto l'art. 120-duodecies che prevede: "1. I finanziatori applicano standard affidabili per la valutazione dei beni immobili [..]; 2. La valutazione è svolta da persone competenti sotto il profilo professionale e indipendenti dal processo di commercializzazione del credito, in modo da poter fornire una valutazione imparziale ed obiettiva, documentata su supporto cartaceo o su altro supporto durevole."
Una modifica al Codice di procedura civile ha ridefinito il dispositivo dell'art. 568, prevedendo espressamente: "Agli effetti dell’espropriazione il valore dell’immobile è determinato dal giudice avuto riguardo al valore di mercato [...]; Nella determinazione del valore di mercato l’esperto procede al calcolo della superficie dell’immobile, specificando quella commerciale, del valore per metro quadro e del valore complessivo, esponendo analiticamente gli adeguamenti e le correzioni della stima [...]". A questo si aggiungano ulteriori disposizioni regolamentari della Banca d'Italia (in particolare la Circolare 285 che richiama espressamente il concetto di certificazione), dell'Autorità Bancaria Europea (EBA), ad altre norme.
Sulla spinta di quanto esiste negli altri Paesi, a partire dal 2000, anno in cui è stata pubblicata la prima edizione del Codice delle Valutazioni Immobiliari - Italian Property Valuation Standard, si sono sviluppate alcune iniziative importanti che hanno comportato un pieno allineamento delle metodiche nazionali con le best practice internazionali. 
È tuttavia necessario, per rigore scientifico, distinguere tra standard e manuali applicativi degli standard:
A livello italiano, a decorrere dalla prima edizione del 2000, lo standard è costituito dal:
- Codice delle Valutazioni Immobiliari - Italian Property Valuation Standard, giunto alla sesta edizione (2025), edito da Tecnoborsa. Il Codice delle Valutazioni Immobiliari copre tutta la teoria e le metodiche estimative, inclusa: (i) la Valutazione economica dei progetti (Studio di fattibilità), (ii) la Valutazione degli immobili a garanzia dei crediti deteriorati (NPL), (iii) le Stime su larga scala (Mass appraisal), (iv) le Misurazioni immobiliari, (v) la Valutazione degli immobili agricoli.

Della terza edizione dell'opera è stata elaborata anche una versione integralmente in inglese (pubblicata nel 2006): Italian Property Valuation Standard. L'encomiabile iniziativa recepisce gli International valuation standards (IVS) e le best practices internazionali, che integra ed armonizza con la realtà scientifica ed operativa dell'Italia. 
Aggiuntivamente, in quanto norma tecnica UNI, costituisce uno "standard" ancorché parziale poiché focalizzato solo sulla stima del valore di mercato, la
- Norma UNI 11612:2015 Stima dl valore di mercato degli immobili;

Sono disponibili, inoltre, alcuni manuali applicativi focalizzati su settori specifici:
- Linee guida per la valutazione degli immobili in garanzia nelle esposizioni creditizie, promosse dall'Associazione Bancaria Italiana, da Tecnoborsa e dai Consigli Nazionali delle professioni tecniche (aggiornate al 2022); le Linee guida, ancorate scientificamente (e allegate) al Codice delle Valutazioni Immobiliari, si rivolgono alle banche nell'ambito della loro specifica attività, le quali sono incoraggiate ad adottarne i dettami; anch'esse sono state modellate sul complesso normativo già descritto, con alcune specificazioni che derivano dal particolare settore finanziario a cui si rivolgono e delle norme legislative che lo regolano;
- Manuale operativo delle stime immobiliari (MOSI), aggiornato al 2011, redatto per finalità proprie della Agenzia del territorio, confluita nell'Agenzia delle entrate.

In precedenza, erano vigenti anche le seguenti norme tecniche:
- Norma UNI 10839-1:1999: Programma di intervento e progettazione in edilizia - Qualificazione e controllo della valutazione estimativa, finanziaria ed economica - Criteri generali e terminologia (entrata in vigore il 31 ottobre 1999); inquadra la qualificazione e il controllo della valutazione estimativa, finanziaria ed economica all'interno della qualificazione e del controllo del progetto edilizio;
- Norma UNI 10839-2:1999: Programma di intervento e progettazione in edilizia - Qualificazione e controllo della valutazione estimativa, finanziaria ed economica - Classificazione delle principali famiglie di tecniche estimative, finanziarie ed economiche (entrata in vigore il 31 ottobre 1999); definisce i criteri valutativi e gli strumenti metodologici da seguire per l'ottenimento della conformità tra il progetto dell'opera e il quadro delle esigenze poste alla base dell'intervento edilizio, introducendo inoltre alcune principali tecniche di organizzazione e trattamento delle informazioni di supporto alle attività di valutazione, unitamente ad alcune metodiche di project management;

## Elementi caratteristici degli standard valutativi internazionali e nazionali
Gli argomenti trattati dagli standard internazionali, come si è già avuto modo di riferire, sono comuni tra le differenti fonti normative. Il Codice delle Valutazioni Immobiliari | Italian Property Valuation Standard (Editore Tecnoborsa Scpa, 2025) - del quale è Responsabile Scientifico Giampiero Bambagioni - recepisce i principi valutativi internazionali e le rilevanti innovazioni normative e metodologiche intervenute negli ultimi anni; infatti sono state adottate una serie di norme rilevanti (sia a livello europeo che nazionale) che hanno inciso sulla qualità e l’intelligibilità delle metodiche di stima dei valori immobiliari, sulla riconoscibilità delle competenze specialistiche dei valutatori immobiliari (o periti), nell’applicazione della dottrina estimativa moderna. Innovazioni tutte che trovano riscontro nella nuova edizione del Codice delle Valutazioni Immobiliari promossa dagli Enti e dalle organizzazioni del Comitato Tecnico Scientifico di Tecnoborsa. Gli argomenti trattati includono:
1. il concetto di "Valore prudenziale" ("Property Value") ovvero il «valore che sarebbe sostenibile per la durata del prestito», come definito dal modificato Regolamento (UE) 575/2013 (CRR3);
2. il concetto di "Valore di mercato" come definito dal Regolamento (UE) 575/2013;
3. l'identificazione delle peculiarità del Valutaore Immobiliare e delle caratteristiche degli "Standard affidabili" per la valutazione, così come definiti dal Decreto Legislativo 21 aprile 2016, n.72, di attuazione della Direttiva (UE) 17/2014, che ha modificato il Testo Unico Bancario (TUB) introducendo l'art. 120-duodecies ("Valutazione dei beni immobili";
4. l'illustrazione delle convenzioni circa le modalità di effettuazione delle misurazioni immobiliari, ossia della misura di superfici e volumi in ambito immobiliare, fondamentale al fine di rendere omogenea la definizione quantitativa della consistenza;
5. la definizione della segmentazione del mercato immobiliare che ci permette di effettuare analisi di mercato corrette e basate su criteri condivisi;
6. l'esposizione di principi di valutazione che richiama conoscenze affermate, ma che introduce definizioni speciali quali quella dell'highest and best use (HBU);
7. la definizione dei criteri e valori di stima, ossia degli elementi patrimoniali quali il valore di mercato, il fair value, il mortgage lending value, il valore di uso, ecc. definizioni tanto importanti al fine di rendere intelligibile il rapporto di valutazione;
8. la esposizione dei concetti relativi a prezzi e caratteristiche immobiliari;
9. la descrizione delle procedure di rilevazione dei dati immobiliari, che rappresentano la base concettuale ed operativa indispensabile per l'utilizzo di qualsiasi metodo di valutazione che si avvalga delle informazioni provenienti dal mercato;
10. la presentazione dei procedimenti di stima compliant con gli standards, ossia del market comparison approach, income capitalization approach e cost approach;
11. la definizione di contenuti del rapporto di valutazione o Perizia di stima;
12. l'introduzione del concetto di riesame delle valutazioni, relativamente nuovo in ambito estimativo;
13. l'illustrazione delle specificità che riguardano tre settori distinti, ossia le valutazioni ai fini di concessione di credito, quelle di immobili agricoli e quelle delle quote condominiali di proprietà;
14. la Valutazione economica dei progetti - Studio di fattibilità;
15. la Valutazione degli immobili a garanzia dei crediti deteriorati (Non performing loan-NPL);
16. il Rating immobiliare (Real Estate Risk Assessment);
17. le Stime su larga scala (Mass appraisal).

L'equazione generale del valore
Il valore di un bene immobiliare non è dato dal prezzo unitario (ricavato da listini statistici) moltiplicato la superficie commerciale del bene, ma dall'equazione generale del valore. L'eqazione generale del valore è data dalla sommatoria di tutte le caratteristiche immobiliari che concorrono al valore complessivo, calcolata moltiplicando l'ammontare di ogni caratteristica per il rispettivo prezzo marginale. 
{\displaystyle V=\textstyle \sum _{k=1}^{N}\displaystyle {\bigl (}K_{n}*{p_{n}}'{\bigr )}}

### Il metodo del confronto di mercato (o Market comparison approach)
Con particolare riguardo al Market comparison approach (MCA), bisogna osservare come in Italia questa metodica valutativa sia stata sistematicamente adottata da almeno tre lustri ai fini della valutazione degli immobili a garanzia delle esposizioni creditizie. Risulta meno applicata per quanto attine la stima degli immobili agricoli. Il Metodo del confronto di mercato (o MCA) favorisce tuttavia la trasparenza metodologica e la intelligibilità degli output circa i risultati della valutazione, e quindi, in particolare, l'attendibilità del valore stimato ai fini della determinazione del Loan-to-value (LTV) ratio. 
Questo approccio valutativo risulta ben trattato sia nel Codice delle Valutazioni Immobiliari, sia nella letteratura straniera anglosassone, ove è dettagliata a vari livelli.
Il Market comparison approach si struttura operativamente tramite una serie di operazioni conseguenti che possiamo delineare come segue:
1. analisi di mercato per la rilevazione di contratti recenti per il segmento di mercato;
2. rilevazione dei dati immobiliari completi;
3. scelta delle caratteristiche immobiliari (elements of comparison);
4. compilazione della tabella dei dati (sales summary grid);
5. analisi dei prezzi marginali (adjustment);
6. redazione della tabella di valutazione (sales adjustment grid);
7. sintesi valutativa (reconciliation) e presentazione dei risultati.

Il metodo del confronto di mercato può essere utilizzato sia nella sua formulazione classica come sopra specificata, che nella versione denominata "sistema di stima" che permette di trattare il confronto tra immobili dotati di caratteristiche provviste di un prezzo marginale non immediatamente riscontrabile dal mercato. Permette, perciò, di ovviare alle difficoltà che possono sorgere nell'analisi dei prezzi marginali (richimato al punto 5 dello schema operativo sopra delineato). Queste modalità operative sono state sistematizzate nel Codice delle Valutazioni Immobiliari, e quindi recepite anche nelle Linee guida per la valutazione degli immobili in garanzia nelle esposizioni creditizie promosse dall'Associazione Bancaria Italiana, da Tecnoborsa e dai Consigli Nazionali delle professioni tecniche.

### Il metodo della capitalizzazione finanziaria (o Income approach)
I procedimento per capitalizzazione del reddito si basa sulla capacità degli immobili di generare benefici monetari. L'approccio della capitalizzazione del reddito si articola in: (i) metodo della capitalizzazione diretta (direct capitalization); nel (ii) metodo della capitalizzazione finanziaria (yield capitalization); (iii) nell'analisi del flusso di cassa scontato (Discounted cash flow analysis, DCFA). Il metodo della capitalizzazione diretta converte in modo diretto il reddito di un immobile nel valore di mercato, dividendo il reddito annuo per un saggio di capitalizzazione, oppure moltiplicandolo per un fattore.

### Il metodo del costo (o Cost approach)
Procedimento di stima basato sul costo consente la determinazione del valore di un immobile attraverso la quantificazione del valore del suolo edificato e del costo di ricostruzione dell'edificio (eventualmente deprezzato). Il Metodo si basa sul principio economico dell'ottimizzazione, per cui un soggetto economico (acquirente) effettuerà le proprie scelte guidato dalla massimizzazione di una certa funzione obiettivo, per cui non è disposto a pagare per un immobile una somma maggiore del valore del terreno edificabile e del costo di (ri)costruzione di un altro fabbricato che presenta la medesima utilità funzionale di quello esistente, considerato nel suo stato d'uso. Il procedimento di stima comprende tre componenti: il valore di mercato del terreno edificato, il costo di ricostruzione a nuovo, il deprezzamento.